# Boulevard de Reuilly
Le boulevard de Reuilly est une voie du 12e arrondissement de Paris, situé dans le prolongement de boulevard de Bercy. Il traverse la place Félix-Éboué (Daumesnil) et se poursuit jusqu'au boulevard de Picpus qui le prolonge également.

## Situation et accès

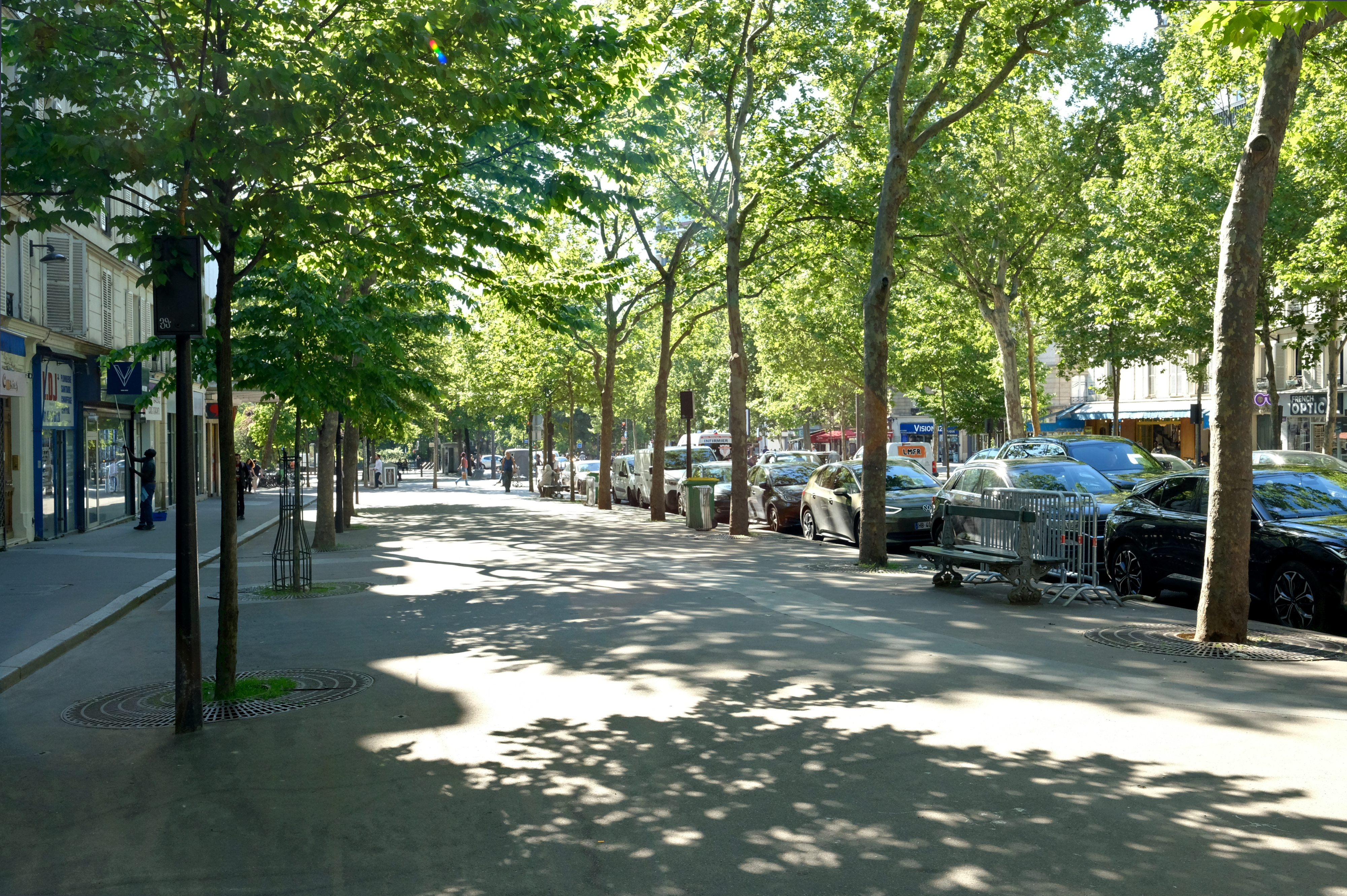
Le boulevard de Reuilly vu en direction du métro Dugommier (en 2025).

Il est principalement desservi par les lignes 6 et 8 à la station Daumesnil et la ligne 6 à la station Dugommier.

## Origine du nom
Il doit sa dénomination au voisinage de la rue de Reuilly où était situé l'antique palais de Reuilly (Romiliacum), où Dagobert Ier, en 629, répudia sa femme Gomatrude.

## Historique
Anciennement, c'était :
- à l'extérieur de l'ancien mur d'octroi :
  - le boulevard de Charenton, pour la partie située entre les actuelles rue de Charenton et place Félix-Éboué ;
  - le boulevard de Reuilly, pour la partie située entre les actuelles place Félix-Éboué et rue de Picpus.
- à l'intérieur de l'ancien mur d'octroi :
  - une partie de la place de la Barrière-de-Charenton située au débouché l'actuelle rue de Charenton ;
  - le chemin de ronde de Charenton pour la partie située entre les actuelles rue de Charenton et place Félix-Éboué ;
  - le chemin de ronde de Reuilly pour la partie située entre les actuelles place Félix-Éboué et rue de Picpus ;
  - une partie de la place de la Barrière-de-Picpus située au débouché l'actuelle rue de Picpus.

La barrière de Picpus était installée au débouché des actuelles rue de Picpus, boulevard de Reuilly et boulevard de Picpus.
Ce boulevard fut formé en 1864 par la fusion de chemins de ronde du mur des Fermiers généraux.
La partie du boulevard de Reuilly, située à la rencontre de l'avenue Daumesnil et des rues Claude-Decaen, Lamblardie et de Reuilly, porte le nom de place Félix-Éboué.
Le 30 janvier 1918, durant la première Guerre mondiale, le no 54 boulevard de Reuilly est touché lors d'un raid effectué par des avions allemands. Un autre bombardement touche les nos 39, 41 et 74 le 8 mars 1918 et de nouveau le no 41 le 11 mars 1918.

Le no 41 boulevard de Reuilly après le bombardement du 11 mars 1918
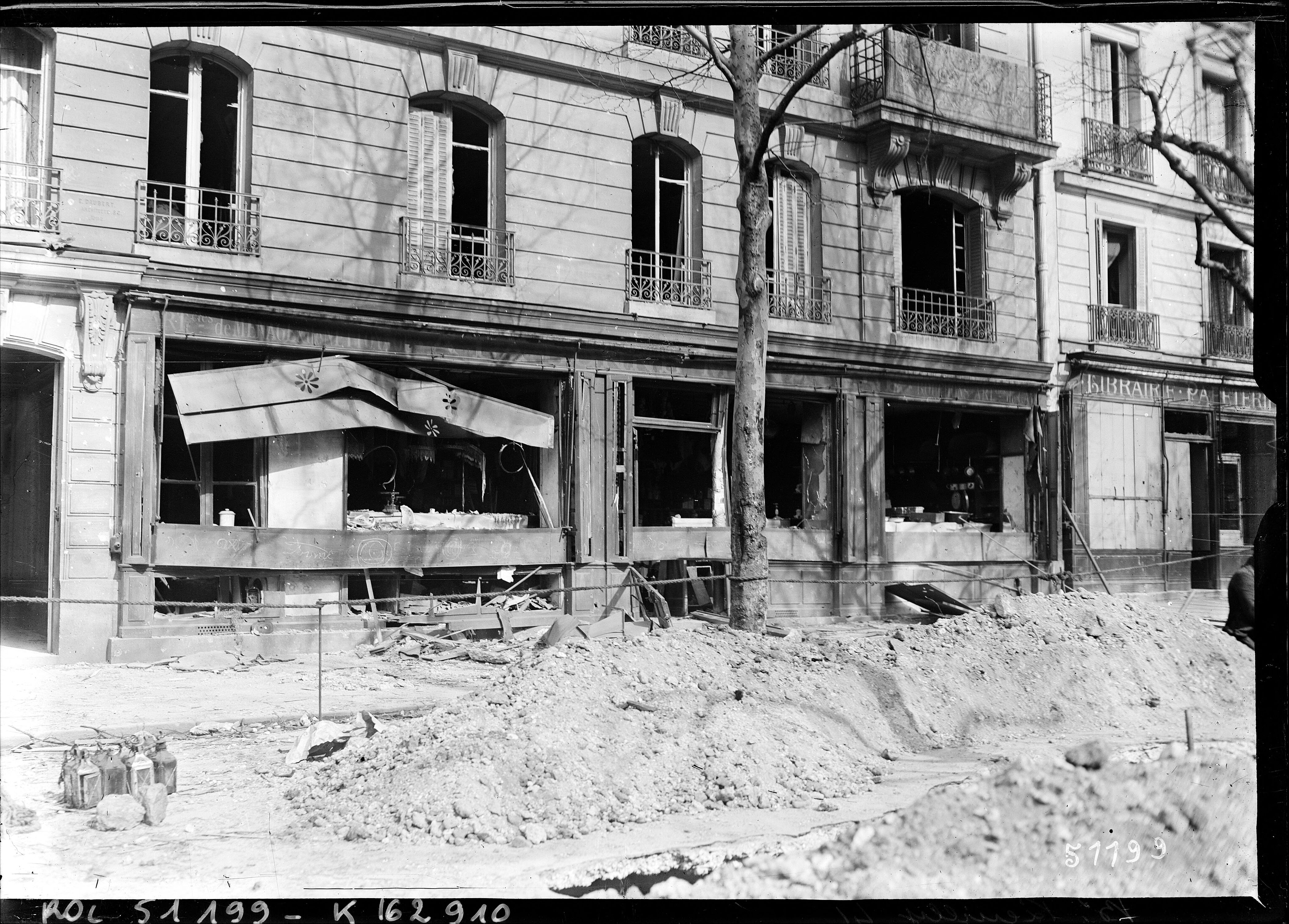
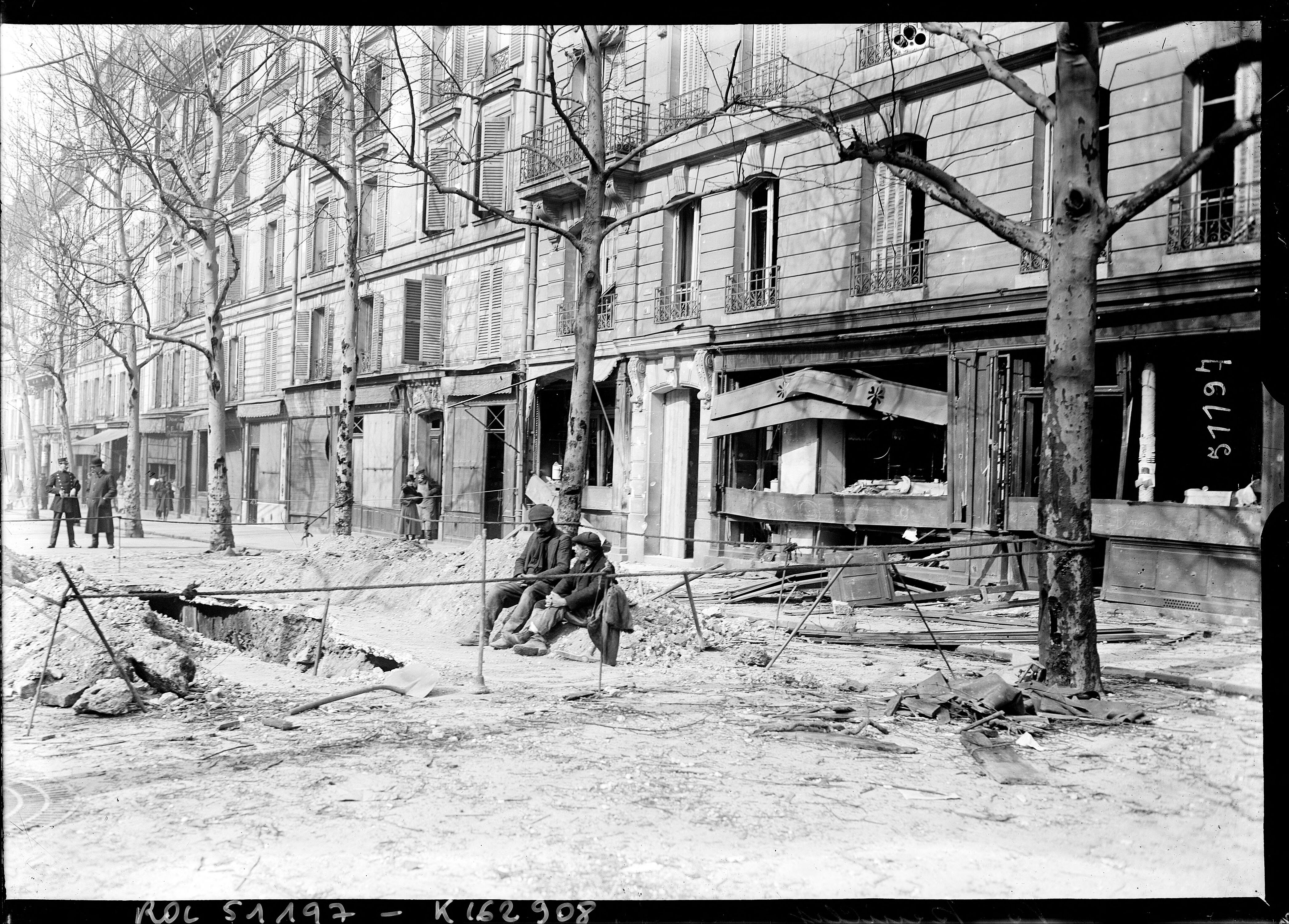
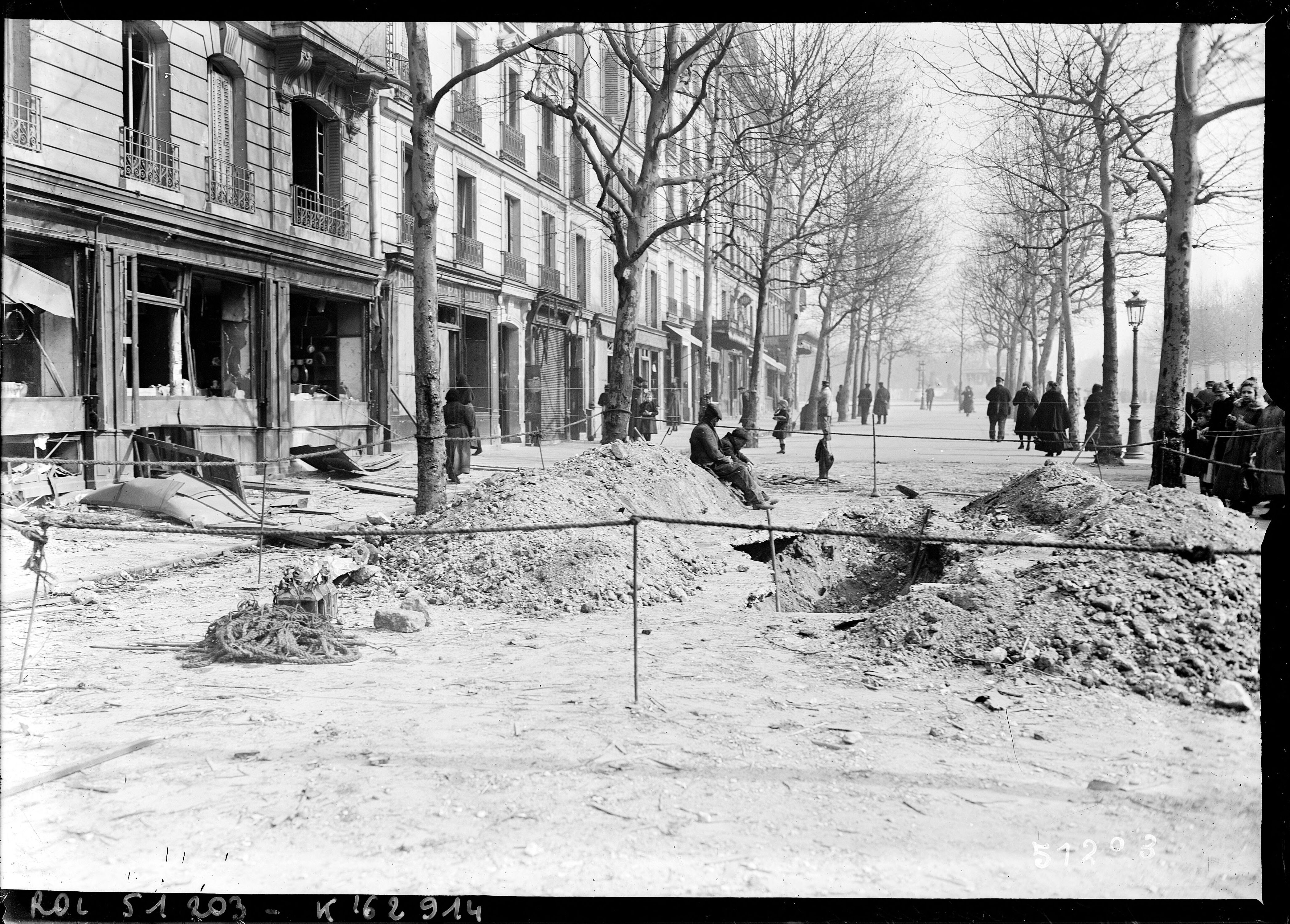

## Bâtiments remarquables et lieux de mémoire

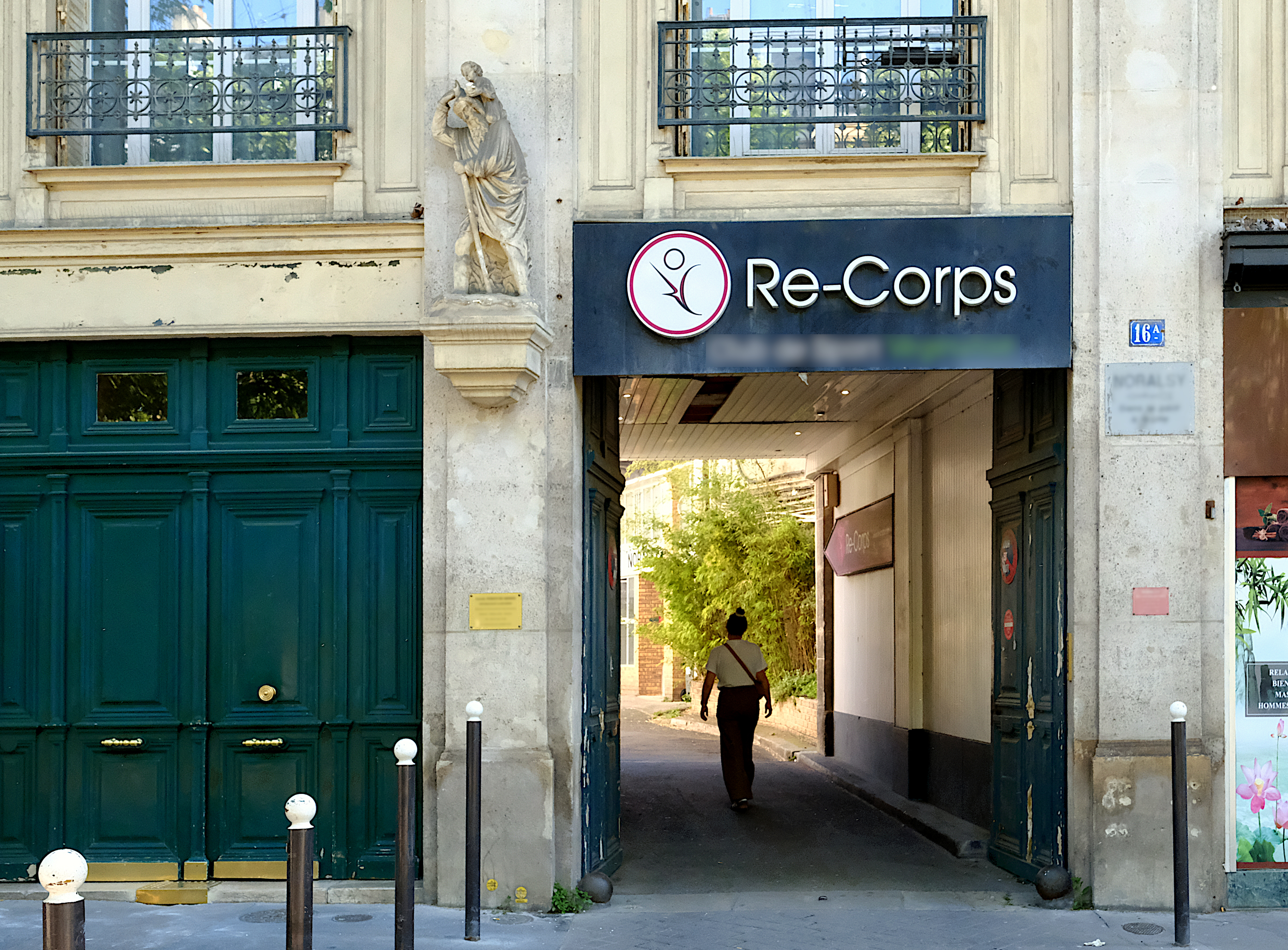
N°16a : statue sur la façade.

- Le square Jean-Morin à l'emplacement de l'ancienne barrière de Charenton.
- La fontaine du Château d'eau à son passage sur la place Félix-Éboué.
- La place Sans-Nom forme un carrefour avec le boulevard de Picpus et le boulevard de Reuilly.